# Яковлевское сельское поселение (Белгородская область)
Я́ковлевское се́льское поселе́ние — упразднённое муниципальное образование в Новооскольском районе Белгородской области.
Административный центр — село Яковлевка.
19 апреля 2018 года упразднено при преобразовании Новооскольского района в Новооскольский городской округ.

## История
Яковлевское сельское поселение образовано 20 декабря 2004 года в соответствии с Законом Белгородской области № 159.

## Население
| 2010 | 2011 | 2012 | 2013 | 2014 | 2015 | 2016 |
| ---- | ---- | ---- | ---- | ---- | ---- | ---- |
| 845  | ↘842 | ↘819 | ↘801 | ↗804 | ↗817 | ↘787 |
| 2017 | 2018 |      |      |      |      |      |
| ↘765 | ↘734 |      |      |      |      |      |

## Состав сельского поселения
| №  | Населённый пункт | Тип населённого пункта       | Население |
| -- | ---------------- | ---------------------------- | --------- |
| 1  | Белый Колодезь   | хутор                        | ↘84       |
| 2  | Большая Яруга    | хутор                        | →0        |
| 3  | Грачевка         | село                         | ↘41       |
| 4  | Елец             | хутор                        | ↘11       |
| 5  | Крюк             | село                         | ↘155      |
| 6  | Кулевка          | село                         | ↘23       |
| 7  | Махотынка        | хутор                        | →0        |
| 8  | Нечаевка         | посёлок                      | ↘18       |
| 9  | Проточный        | хутор                        | ↘16       |
| 10 | Яковлевка        | село, административный центр | ↘464      |
| 11 | Ямки             | хутор                        | ↘33       |